# Lougadjam
Lougadjam (auch: Lougadian, Lougoudjam) ist ein Weiler im Arrondissement Niamey V der Stadt Niamey in Niger.

## Geographie
Der Weiler befindet sich im Westen des ländlichen Gebiets von Niamey V. Zu den umliegenden Siedlungen zählen die Weiler Tchéna Thayia im Norden, Yowaré im Nordosten, Bougoum im Süden und Tchangaré im Westen. Bei Lougadjam verläuft ein Nebental des 17 Kilometer langen Trockentals Kourtéré Gorou, das hinter Kourtéré in den Fluss Niger mündet.

## Bevölkerung
Bei der Volkszählung 2012 hatte Lougadjam 473 Einwohner, die in 47 Haushalten lebten.

## Wirtschaft und Infrastruktur
Im Weiler gibt es eine Grundschule.